# Пекач
Пекач је метална или стаклена посуда са поклопцем која служи за печење меса, рибе и поврћа у рерни. 
Код нас се производе емајлирани пекачи са поклопцем и металним ручицама, у облику елипсе. Дно пекача има елиптичне испупчене жљебове, који имају функцију сакупљања сокова, масноћа и кондензата, као и спречавање загоревања. У затвореном систему пекача припремљена храна задржава своје састојке, пријатан укус и боју. Коришћењем пекача избегава се испаравање, а тиме и кондензовање масноћа у рерни, што је значајна уштеда у времену и раду на чишћењу саме рерне.
Горњи део пекача се може користити и самостално, за печење мањих количина намирница.
Запремине пекача су од 5 до 8 литара, дужина 24 до 34 цм. 
Поред ових пекача, производе се и пекачи од ватросталног стакла. Они су погодни и за припремање у микроталасним пећницама.  Могу се користити на температурама од -40 до +300 С, значи могу се користити за припрему хране, сервирање, али и чување у фрижидеру и замрзивачу.  
Димензије ових пекача су 354 213 132 мм; запремина пекача је 3 л, запремина поклопца је 1,2 л.
Пекачи од ливеног гвожђа су емајлирани, отпорни су на високе температуре и равномерно шире топлоту, а због ливеног гвожђа су тешки и стабилни.
Постоје и земљани пекачи са поклопцем, глазирани и неглазирани, намењени за припрему хране у рернама свих врста шпорета.
Под називом Пица пекач производи се посуда – замена за пећницу, округлог облика, пречника око 30 цм, са поклопцем, у којој се такође могу припремати намирнице – пице, месо, поврће.